# Мартин Бек
Мартин Бек (Martin Beck) — вымышленный полицейский детектив, центральный персонаж декалогии шведских авторов Пера Валё и Май Шёвалль («Розанна», 1965 — «Террористы», 1975). Комиссар полиции (в первых двух книгах — старший помощник комиссара), сотрудник отдела по расследованию убийств криминальной полиции Стокгольма (возглавляет этот отдел с пятого романа, «Пропавшая пожарная машина»). В текстах романов, за исключением прямой речи, крайне сложно найти упоминание его либо по имени, либо по фамилии — только «Мартин Бек».

## Биография
Служит в полиции с 21 года (поступил туда, чтобы избежать военной службы). Начинал с рядового патрульного, через шесть лет поступил в полицейское училище, где считался одним из лучших курсантов, затем несколько лет проработал в полиции нравов. С 34 лет работает в отделе по расследованию убийств криминальной полиции Стокгольма (в середине 1960-х годов, после реформы органов внутренних дел в Швеции, отдел был преобразован в Государственную комиссию по расследованию убийств). Разглядывая себя в зеркало в последнем романе «Террористы», он видит стройного темноволосого мужчину 49 лет (на самом деле в 1974 году по хронологии серии ему должно быть 52 года), высокого роста, с худощавым лицом, широким лбом и выдающимся подбородком, без признаков седины или лысины. По его же собственному мнению, является угрюмым, застенчивым и достаточно скучным человеком с самой заурядной внешностью. Одевается более чем скромно и напоминает фермера, затерявшегося в столичной суете.
По личной истории, прослеживающейся во всех романах цикла, Бек — выходец из мелкобуржуазной среды, его довольно рано умерший отец, весёлый и жизнерадостный человек, в молодости был строителем, затем, в период кризиса конца 1920-х-начала 1930-х годов безработным, с начала 1940-х годов владел небольшой фирмой, занимавшейся мелкими грузоперевозками, но разорился через несколько лет. Мать комиссара Бека жива на протяжении почти всей декалогии (умирает после окончания действия восьмого романа серии, «Запертая комната», будучи перед этим частично парализованной в течение трёх лет и в последний год страдающей старческим слабоумием), но находится, по своему собственному выбору, в доме престарелых. Бек регулярно навещает её, но назвать их отношения тёплыми довольно трудно, хотя он неоднократно упрекает себя за небрежение по отношению к ней.
То же самое можно сказать и о состоянии его супружества (у них с женой Ингой двое детей — дочь Ингрид и сын Рольф), длящегося на протяжении первых пяти романов. Мартин Бек проживает с семьей в четырёхкомнатной квартире в стандартном панельном доме в микрорайоне стокгольмского предместья Багармуссен. Он не торопится домой после службы, а выходные превращаются для него в сущее наказание. Несмотря на это, он поддерживает достаточно доверительные и тёплые отношения с дочерью, умной и самостоятельной девушкой, в последних книгах серии тоже покинувшей семью и изучающей социологию в университете, чего нельзя сказать об отношениях с сыном, по мнению Бека, ленивым и неприспособленным к жизни юношей. Вместе с тем Бек — надежный друг: его давняя дружба с Леннартом Кольбергом представляет собой именно такой образец отношений. Отношения с остальными сотрудниками отдела очень разнообразны, однако все они характеризуются некоторой дистанцией и, вместе с тем, уважением к каждому из них — и к личности, и к профессионализму. Бек демонстрирует это уважение очень тонко, иногда вообще без какого-либо действия, на грани бэкграунда. Мастерство создания таких литературных сцен — одна из наиболее сильных сторон авторов декалогии.
В промежутке после пятого романа серии, «Пропавшая пожарная машина», он уходит из семьи и некоторое время проживает один в двухкомнатной квартире в Гамластане, историческом центре Стокгольма (официально разводится с женой незадолго до начала действия седьмого романа, «Негодяй из Сэффлё»). В романе «Запертая комната» в ходе расследования он встречает некую Рею Нильссен, с которой у него завязываются близкие и искренние отношения. Валё и Шевалль, видимо, рисовали эти отношения с самих себя, поэтому получилось на удивление реалистично и вместе с тем трогательно. Рея — владелица доходного дома, в котором она сдаёт квартиры (этот бизнес она унаследовала от отца), однако устанавливает с жильцами нечто наподобие коммуны. Её очевидно левые взгляды, представляющие собой смесь коммунистического и анархистского мировоззрения, видны чуть ли не с первой встречи, но они находят отклик в душе Бека, хотя данные чувства почти не имеют публичного выхода за пределы его обычного поведения: напротив, Мартин Бек всегда избегает любых разговоров на политические темы и очень неохотно берется за дела, на первый взгляд имеющие хотя бы малейший политический подтекст (см., например, «Человек, который испарился» или «Полиция, полиция, картофельное пюре!»). Рея даже вешает у него дома портрет Мао, шутливо разрешив снять его, если кто-то будет делать репортаж «В гостях у комиссара полиции».
В свободное от борьбы с преступностью и собственным неудачным браком время Бек увлекается морской тематикой — от чтения литературы по военно-морским баталиям, разглядывания боевых кораблей и судов на рейде и знания морской терминологии до сборки моделей из готовых наборов. Хобби является неявным и не занимающим много времени, однако выражающим и аналитические, и лирические стороны личности комиссара — особенно в сравнении с характером одного из часто работающих вместе с ним полицейских, старшего помощника комиссара полиции Гунвальда Ларссона (Ларссон служит в отделе насильственных преступлений, а не в отделе убийств, и не является подчинённым Мартина Бека), бывшего военного моряка и штурмана торгового флота, который рассуждает о морской службе как о тяжелой работе, не находя там ничего особо утончённого.
Мартин Бек — выходец из небогатых слоев общества, поэтому социальные нотки в его поведении встречаются на каждом шагу. Бек, хотя и почти не говорит об этом вслух, считает большинство преступников, с которыми ему приходится сталкиваться, жертвами безжалостного капиталистического общества, с чем, в общем, согласны в той или иной мере все положительные персонажи романов, и пацифист Леннарт Кольберг, и северянин-саами Эйнар Рённ, и выходец из очень аристократического семейства Гунвальд Ларссон. Более того, к концу серии (видимо, отражая рост радикализма самих авторов) Мартин Бек все больше симпатизирует не только безработным или жертвам стечения обстоятельств, но и явным маргиналам и антиобщественным элементам (например, Моника в «Запертой комнате», Каспер в «Убийце полицейских» или Ребекка в «Террористах»).
На протяжении первых романов декалогии Бек курит, зачастую более чем по две пачки сигарет в день, избавляясь от дурной привычки только после тяжелого огнестрельного ранения в романе «Негодяй из Сэффлё», а также из-за прекращения выпуска в Швеции сигарет его любимой марки «Флорида». Алкоголь употребляет весьма умеренно, в основном пиво, даже относительно небольшое опьянение приводит его в состояние похмелья. В молодости отмечены проблемы с лёгкими, на протяжении всей декалогии Бек сохраняет очень сложные отношения со своим желудком, особенно после употребления кофе, от которого он, тем не менее, не может отказаться (что, видимо, является отражением проблем в этой области у самого Пера Валё). У него наблюдаются периодические проблемы с «морской болезнью» от путешествий почти любым видом транспорта, включая автомобиль, которого он не имеет (на работу и по городу он перемещается на общественном транспорте, в основном на метро и такси).

## Профессиональные качества
Мартин Бек, в отличие от бывшего спецназовца Кольберга и физически очень сильного Ларссона, совсем не умеет драться и не владеет какими-либо специфическими приемами борьбы, но сохраняет хорошую реакцию, что часто помогает ему в сложных ситуациях. Мартин Бек старается не пользоваться без необходимости табельным оружием и редко носит его с собой.
Очень трудно сказать, в чём состоит основной сыскной профессионализм комиссара Бека. Однако совершенно ясно, что без его интуиции и умения организовать, причем совершенно без шума и военных методов руководства, командную работу по расследованию убийств, ткань романов не была бы связана в столь приятный для восприятия узор. Бек имеет массу положительных профессиональных черт, но в его команде всегда есть кто-то, у кого какие-то из этих черт развиты сильнее. Это, например, память Фредрика Меландера и творческое моделирование ситуаций Леннартом Кольбергом, внимание к мелочам Эйнара Рённа и решительность Гунвальда Ларссона. Если говорить всё же о персональных навыках и компетенции, то главными профессиональными качествами Мартина Бека являются основанный на интуиции и наблюдательности опыт, а также простая, но столь необходимая настойчивость сыщика, ищущего крохи необходимой ему информации.
В целом, команда отдела по расследованию убийств, возглавляемая Беком, состоит из обыкновенных людей, имеющих совершенно реальные недостатки и вполне обычные навыки полицейской работы. Там нет ни «Джонов Уэйнов», ни «Шерлоков Холмсов», и вместе с тем, это очень эффективная команда. В романах декалогии совсем немного стрельбы, но достаточно характеров, выбранных из типично шведского бытового реализма, который, впрочем, мало чем отличается от бытового реализма прочих стран Западной Европы 1960—1970-х годов. И фигура Мартина Бека, начисто лишенная ореола супермена, является, при всей неяркости, одной из самых заметных в европейской детективной литературе данного периода. Расследования Мартина Бека, проводимые на фоне обычных житейских событий — это детективные истории не только для искушенного в жанре, но и для мудрого читателя, ищущего в литературе сюжеты, одинаково привлекательные и для головы, и для души.

## Книги и экранизации
См.:Шёвалль и Валё#Cерия о Мартине Беке